# Emmett, Idaho
Emmett är en stad i den amerikanska delstaten Idaho med en yta av 4,7 km² och en folkmängd som uppgår till 6 341 invånare (2007). Emmett är administrativ huvudort i Gem County.

## Kända personer från Emmett
- Brad Little, politiker
- Aaron Paul, skådespelare känd från serien Breaking Bad